# Narmadapuram (Distrikt)
Der Distrikt Narmadapuram (Hindi जिला नर्मदापुरम्), bis 2022 Distrikt Hoshangabad (जिला होशंगाबाद), ist ein Distrikt des zentralindischen Bundesstaats Madhya Pradesh. Verwaltungszentrum ist die gleichnamige Stadt Narmadapuram (bis 2022 Hoshangabad).

## Geographie
Der Distrikt Narmadapuram liegt südlich-zentral in Madhya Pradesh in der Flussebene des Narmada. Der Narmada bildet die Nordgrenze des Distrikts. Im Süden wird der Distrikt durch das Satpuragebirge begrenzt, das hier eine maximale Höhe von 1352 Metern beim Ort Dhupgarh () erreicht. Die niedrigste Höhe liegt mit 270 Metern an der Einmündung des Flusses Ganjal in den Narmada (). Physiogeographisch können im Wesentlichen drei Landschaftsmerkmale unterschieden werden: das Satpuragebirge im Süden, die Schwemmebene in der Mitte und Badlands nahe dem Narmada.

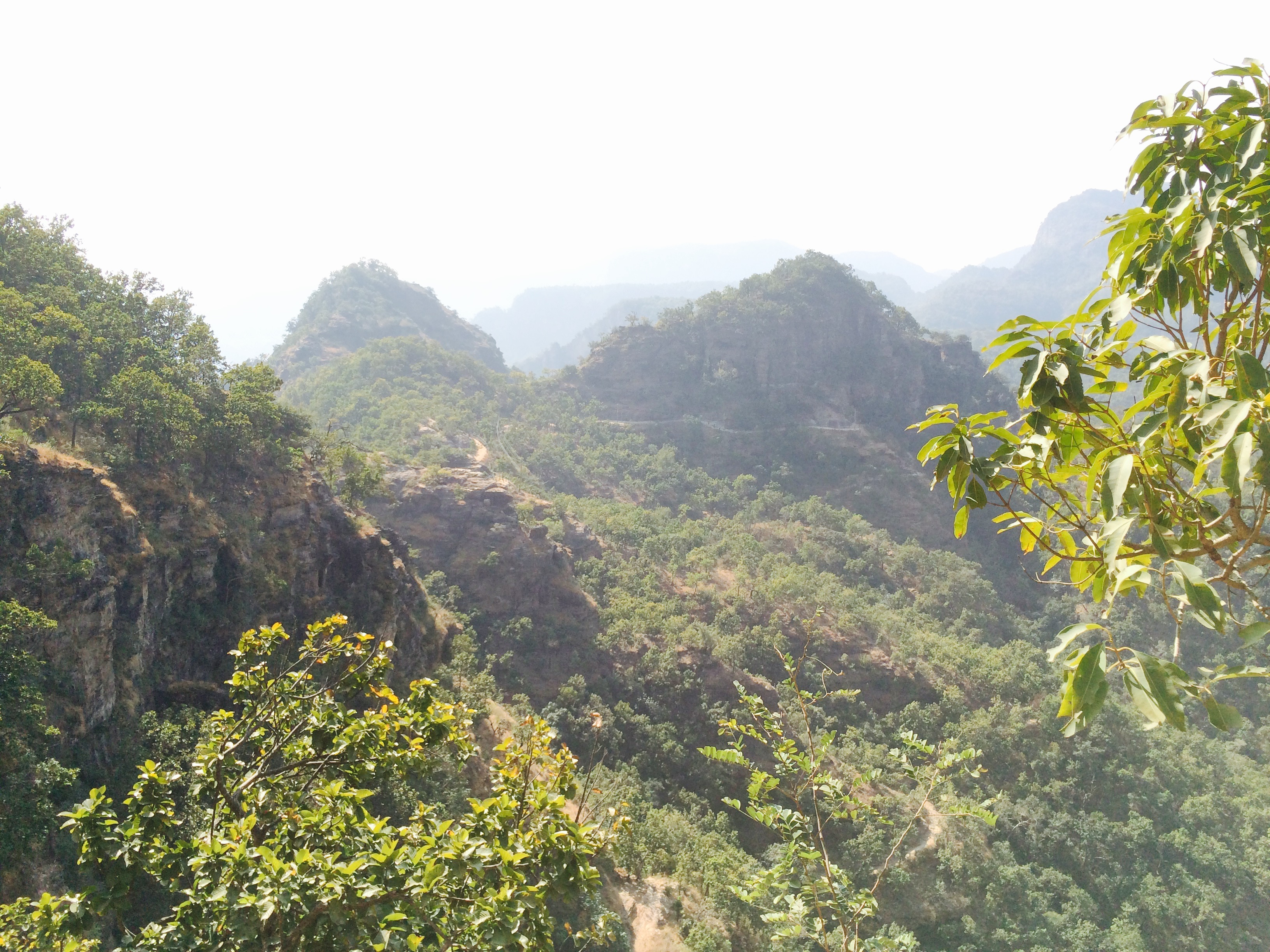
Satpuragebirge bei der Hill Station Pachmarhi

Der Distrikt grenzt im Südwesten an den im Jahr 1998 abgetrennten Distrikt Harda, im Nordwesten an den Distrikt Sehore, im Norden an den Distrikt Raisen, im Nordosten an den Distrikt Narsinghpur, im Südosten an den Distrikt Chhindwara und im Süden an den Distrikt Betul.

## Klima
Das Klima im Distrikt entspricht einem Monsunklima mit starken jahreszeitlichen Temperaturunterschieden. Es können vier Jahreszeiten unterschieden werden. Auf die kalte Jahreszeit von Dezember bis Februar folgt die heiße Jahreszeit von März bis etwa Mitte Juni. Die Zeit von Mitte Juni bis September ist die Südwest-Monsunzeit. Oktober und November bilden die Nachmonsun- oder Übergangszeit. Der mittlere Jahresniederschlag liegt bei 1226 mm, wovon mehr als 90 % während der Monsunzeit fallen. Der August ist der regenreichste, und April der trockenste Monat. Die mittlere Maximaltemperatur im Mai beträgt 42,1 °C und mittlere Minimaltemperatur im Januar liegt bei 11,7 °C. Die mittleren Jahres-Höchst- und Niedrigsttemperaturen liegen bei 32,8 °C bzw. 19,8 °C. Die maximale Windgeschwindigkeit von 7,7 km/h wird im Juni gemessen, die niedrigste im Dezember mit 2,9 km/h Die durchschnittliche jährliche Windgeschwindigkeit beträgt 5,0 km/h.

## Geschichte

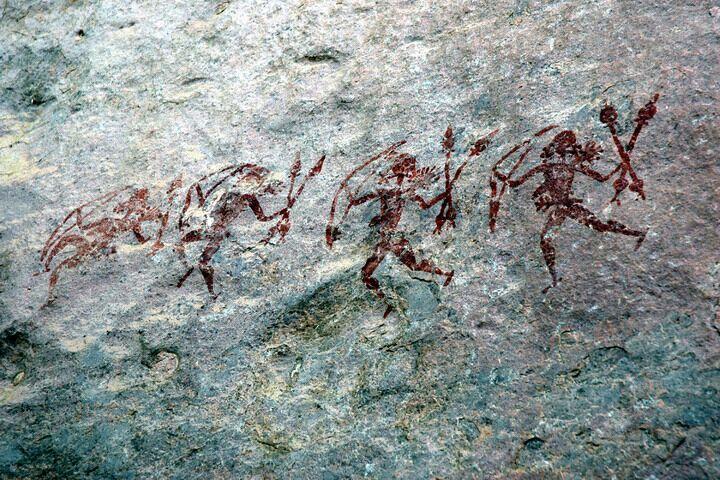
Adamgarh Hills – Felsmalereien

In der Gegend von Narmadapuram wurden Felsmalereien in den Adamgarh Hills gefunden, über deren Datierung allerdings keine Einigkeit besteht. Einige Autoren ordneten sie der Steinzeit zu, während andere vermuteten, dass sie nur wenige Hundert Jahre alt sind.
Die zuvor von den großen Ereignissen der Geschichte Indiens kaum berührte Region kam im 15. Jahrhundert unter die Herrschaft des Sultanats Malwa mit der Hauptstadt Mandu. Im Jahr 1567 wurde das Sultanat vom Mogulreich erobert und als Subah organisiert. 1722 fiel das Gebiet unter die Herrschaft Dost Muhammad Khans, des Begründers der Fürstendynastie von Bhopal. 1742 kamen die Gebiete westlich des Flusses Ganjal zum Marathen-Reich. Infolge des dritten Marathenkrieges wurde die Region 1820 von der Britischen Ostindien-Kompanie annektiert und zunächst Teil der Saugor and Nerbudda Territories, später dann Teil der Central Provinces bzw. Central Provinces and Berar. Während der Zeit Britisch-Indiens und in den Anfangsjahren des unabhängigen Indien gab es zahlreiche Änderungen der Distriktgrenzen. Nach der Unabhängigkeit Indiens 1947 kam das Gebiet zum neu geschaffenen Bundesstaat Madhya Pradesh. Am 2. Juli 1998 wurde der westliche Teil als neuer Distrikt Harda abgetrennt.
Am 19. Februar 2021 gab der damalige Chief Minister von Madhya Pradesh Shivraj Singh Chauhan (BJP) den Plan seiner Regierung bekannt, die Stadt Hoshangabad und den zugehörigen Distrikt in Narmadapuram umzunennen. Nach Zustimmung der Zentralregierung in Delhi wurde der Namenswechsel symbolträchtig an Narmada Jayanti, dem Hindu-Fest zum Geburtstag des Flusses, dem 8. Februar 2022 vollzogen.

## Bevölkerung
Bei der Volkszählung 2011 hatte der Distrikt 1.241.350 Einwohner. Das Geschlechterverhältnis war mit 1095 Männern auf 1000 Frauen deutlich unausgewogen. 31,4 % der Einwohner lebten in städtischen Siedlungen. Der Alphabetisierungsgrad lag bei 75,3 % (Männer 83,3 %, Frauen 66,5 %), womit der Distrikt über dem Durchschnitt Madhya Pradeshs (69,32 %) und Indiens (74,04 %) lag. Der Anteil der scheduled castes, d. h. der unterprivilegierten registrierten Kasten und der scheduled tribes, d. h. der registrierten indigenen Stammesbevölkerung lag bei 16,5 % bzw. 15,9 %. In religiöser Hinsicht war der Distrikt relativ homogen: 94,7 % der Bevölkerung waren Hindus, 4,2 % Muslime und 1,2 % Sonstige. Von den Angehörigen der scheduled tribes gehörten rund zwei Drittel dem Vok der Gond an und weitere etwa 21 % der Ethnie der Korku.
Die größten städtischen Siedlungen waren 2011 der Hauptort Narmadapuram (damals Hoshangabad) mit 117.988 Einwohnern und Itarsi mit 99.330 Einwohnern.

## Verwaltungsgliederung
Der Distrikt ist in neun Tehsils oder Subdivisions eingeteilt: Babai, Bankhedi, Dolariya, Itarsi, Pipariya, Seoni Malwa, Sohagpur, Narmadapuram Urban und Narmadapuram Rural.

## Wirtschaft
Der Distrikt Narmadapuram ist in sehr hohem Maße landwirtschaftlich geprägt. Hauptanbauprodukte sind Weizen, Sojabohnen, Mungbohnen, Zuckerrohr, Hülsenfrüchte und Reis.

## Verkehr
Die meisten Dörfer sind über Buslinien an das regionale Verkehrsnetz angeschlossen; zwei überregionale Bahnstrecken kreuzen sich in Itarsi. Wichtigste Eisenbahnlinien sind die Strecken von Jabalpur nach Jalgaon und von Bhopal nach Nagpur. Im gesamten Distrikt gibt es an den beiden Linien zahlreiche Bahnhöfe. Hinzu kommen als überregionale Straßenverbindungen der National Highway 46 (von Nord nach Süd) und der National Highway 22 (von West nach Ost) mit dem Verkehrsknoten Narmadapuram sowie einige State Highways.

## Sehenswürdigkeiten

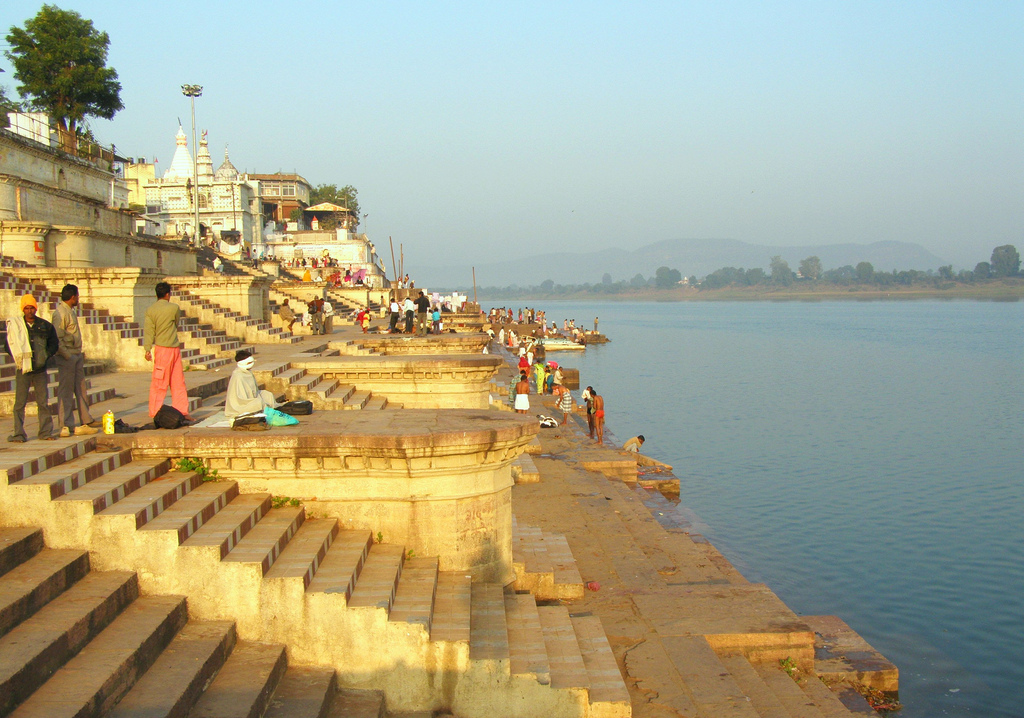
Sethani Ghat

Auf dem Gebiet des ansonsten touristisch kaum erschlossenen Distrikts Narmadapuram befindet sich der waldreiche Satpura-Nationalpark, der zusammen mit umliegendem Gebiet auch ein Tigerreservat ist. Nur ca. 2 km südlich von Hoshangabad befinden sich die Adamgarh Hills, wo Felsmalereien entdeckt wurden. Als sehenswert gilt auch das Sethani Ghat am Ufer des Narmada.